# Oxyethira mithi
Oxyethira mithi är en nattsländeart som beskrevs av Malicky 1974. Oxyethira mithi ingår i släktet Oxyethira och familjen smånattsländor. Inga underarter finns listade i Catalogue of Life.